# فدریکو دی فرانچسکو
فدریکو دی فرانچسکو (ایتالیایی: Federico Di Francesco؛ زادهٔ ۱۴ ژوئن ۱۹۹۴) بازیکن فوتبال اهل ایتالیا است که در پست وینگر برای ساسوئولو در سری آ بازی می‌کند.
وی فرزند اوسبیو دی فرانچسکو بازیکن سابق تیم ملی فوتبال ایتالیا است.